# تحالف مؤيد لأوروبا
لقد كان التحالف المؤيد لأوروبا (بالرومانية: Coaliția Pro-Europeană) هو التحالف الحاكم في مولدوفا خلال الفترة من الثلاثين من مايو عام 2013 حتى 18 فبراير عام 2015. كان قادة التحالف هم فلاد فيلات وماريان لوبو وأيون هاداركا. وقد انهار التحالف من أجل التكامل الأوروبي السابق بعد أن خسر في اقتراع بسحب الثقة في الخامس من مارس عام 2013.

## ردود الأفعال
- الاتحاد الأوروبي – «أخيرًا، انتهت شهور عدم الاستقرار السياسي، والآن، يمكن أن يتحرك رئيس الوزراء ليانكا مع حكومته قدمًا لإجراء العديد من الإصلاحات الجوهرية، مثل مكافحة الفساد، واللازمة لضمان اندماج مولدوفا في الاتحاد الأوروبي» من تصريحات رئيس حزب الشعب الأوروبي ويلفريد مارتينز في الحادي والثلاثين من مايو عام 2013.[3]
- بولندا – «نأمل في سياق قمة الشراكة الشرقية الثالثة القادمة، والتي سوف تعقد في فيلنيوس في شهر نوفمبر القادم، أن يساعد استقرار الوضع السياسي في الدولة على إكمال مرحلة هامة لتقريب مولدوفا بشكل أكبر من الاتحاد الأوروبي.» حسب تصريحات وزارة الخارجية في الثلاثين من مايو عام 2013.[4]

## وصلات خارجية
- (بالإنجليزية) The agreement Pro European Coalition set up was made public